# 이름 뒤에 숨은 사랑
이름 뒤에 숨은 사랑(The Namesake)은 미국에서 제작된 미라 네어 감독의 2006년 드라마 영화이다. 이르판 칸 등이 주연으로 출연하였고 리디아 딘 필커 등이 제작에 참여하였다.

## 출연

### 주연
- 이르판 칸

### 조연
- 타부
- 헤더 맥래
- 마이클 코트라이맨
- 루팍 긴
- 라이너스 로체
- 칼 펜
- 저스틴 로시니
- 댄 맥케이브
- 줄레이카 로빈슨
- 베일런 토마스

## 제작진
- 공동제작: 로리 키스 더글러스
- 공동제작: 키토 유키에
- 공동제작: 애너딜 호사인
- 미술: 스테파니 캐롤
- 의상: 아준 바신
- 배역: 신디 톨란

## 같이 보기
- 니콜라이 고골